# أنيسة (مغنية)
لالة أنيسة  (23 ديسمبر 1944م)، ممثلة ومغنية جزائرية مختصة في طابع أشويق ضمن الموسيقى الأمازيغية. اسمها الحقيقي وريدة مزاغر.

## مسيرتها

### النشأة
وُلدت «وريدة مزاغر» في قرية أجدادها قبل التحاقها بمدينة الجزائر التابعة لمنطقة القبائل ضمن الجزائر.
وتنحدر عائلة «مزاغر» من قرية «آيث سعادة» في بلدية يطافن ضمن دائرة بني يني وولاية تيزي وزو.
وكادت عائلة «مزاغر» أن تُباد من طرف الاحتلال الفرنسي للجزائر لولا نزوح أفرادها إلىمدينة الجزائر.

### العمل الإذاعي
التحقت البنت «وريدة مزاغر» بمقر القناة الإذاعية الثانية خلال سنة 1956م وعمرها لا يتجاوز 12 عاما.
فاندمجت في فرقة مسرحية متخصصة في المسرح الإذاعي [الفرنسية]، وشاركت في جوقة موسيقية تؤدي فيها بنات صغيرات العديد من الأغاني باللغة القبائلية.
ثم أطلق المشرفون الإذاعيون عليها الاسم الفني «أنيسة» لتصير معروفة باسم «أنيسة وريدة مزاغر».

### الاحتراف الغنائي
لم تلبث الفنانة «أنيسة وريدة مزاغر» إلا قليلا بعد التحاقها بالعمل الإذاعي حتى استقلت بنفسها لتنطلق في تأليف الأغاني ضمن طابع «أشويق» وفن «الحوزي» ونوع «موسيقى الشعبي الجزائري».
وبلغت أوج عطائها خلال سنة 1968م حينما صارت من نجوم الأغنية الجزائرية التي تتم استضافتها بكثرة لتنشيط الحفلات العائلية التقليدية، وكذلك في العديد من المهرجانات الفنية التلفزيونية.

### العمل المسرحي
شاركت الفنانة «أنيسة وريدة مزاغر» في أعمال مسرحية مع وجوه فنية مرموقة.
ومن أبرز الممثلين المسرحيين الذين عملت معهم كل من محمد حلمي (ممثل)، سعيد حلمي، طه الأميري، وفريدة بربار.
كما شاركت في إنتاج العديد من التمثليات المسرحية باللغة القبائلية في القناة الإذاعية الثانية.

### التمثيل التلفزيوني والسينمائي
شاركت الممثلة «أنيسة وريدة مزاغر» في العديد من الأفلام التلفزيونية والسينمائية.
فصارت بذلك وجها تلفزيونيا وسينمائيا مرموقا إلى جانب حاج رحيم، ومصطفى غريبي، ومصطفى تيزغاوي، ومحمد بوثلجة، وعلي فضي، ومحمد حلمي (ممثل).
ومن بين العديد من الأدوار التي أدتها في مختلف الأفلام، نجد فيلم «حق الكبر Le droit d'aînesse» من إخراج إسماعيل يزيد.

### اعتزال الغناء
اعتزلت الفنانة «أنيسة وريدة مزاغر» ميدان الغناء في أواسط عقد 1990م، إلا أنها واصلت نشاطها السينمائي.

### التكريم
تم تكريم الفنانة «أنيسة وريدة مزاغر» في يوم 10 أفريل 2010م من طرف الجمعية الثقافية والفنية «الألفية الثالثة»، وكان عمرها 66 عاما عند ذلك.
وتم هذا التكريم الجماهيري الحاشد فيمدينة الجزائر داخل «قاعة سييرا مايسترا» (بالفرنسية: Salle Sierra Maestra)‏، واستفاد من تغطية إعلامية كبيرة.

### الرصيد الغنائي
تم تجميع أغاني الفنانة «أنيسة وريدة مزاغر» في علبة متكونة من خمسة أقراص مضغوطة تحوي مجمل أعمالها الغنائية.
وتكفلت مؤسسة «إيمسذورار ميوزيك» (بالفرنسية: Imsdhourar Music)‏ بإنتاج هذه العلبة وتسويقها.

### الرصيد المسرحي
بلغ رصيد الممثلة «أنيسة وريدة مزاغر» في ميدان المسرح الإذاعي [الفرنسية] حوالي 200 تمثيلية مسرحية باللغة القبائلية.

## أغاني أشويق

### أغاني الفنانة أنيسة
تُعتبر الفنانة «أنيسة وريدة مزاغر» من أشهر مغنيات «أشويق»، ومن بين أغانيها المعروفة:
- 1956م: اللهْ اللهْ يَا رَبِّي (Allah Allah ya rebbi).
- 1960م: آ يَامْغَارْ آ بُودَالِي (Ayamghar avoudali).
- 1964م: وِيسَّنْ وِيسَّنْ (Wissen wissen).
- 1968م: مَكْتِيغْدْ آيَنْ إِيعَدَّانْ (Mektighd ayen i3adan).
- 1972م: وِينْ أَعْزِيزَنْ (Win Azizen).

### فيديوهات أغاني أنيسة
- أغنية: اللهْ اللهْ يَا رَبِّي (Allah Allah ya rebbi) على يوتيوب
- أغنية: آ يَامْغَارْ آ بُودَالِي (Ayamghar avoudali) على يوتيوب
- أغنية: وِيسَّنْ وِيسَّنْ (Wissen wissen) على يوتيوب
- أغنية: مَكْتِيغْدْ آيَنْ إِيعَدَّانْ (Mektighd ayen i3adan) على يوتيوب
- أغنية:  وِينْ أَعْزِيزَنْ (Win Azizen) على يوتيوب

### مواضيع ذات صلة
- أشويق
- الفن القبائلي
- الموسيقى الأمازيغية
- الإذاعة الجزائرية
- القناة الإذاعية الثانية
- أورار لخالات [القبيلية]
- نوبة لخالات
- بهية
- جميلة
- جيدة ثامقرانث
- حنيفة
- خدوجة
- زينة
- شابحة
- شريفة
- علجية
- نوارة
- ونيسة
- يمينة
- منطقة القبائل
- قائمة الأسماء الأمازيغية
- ولاية تيزي وزو
- دائرة بني يني
- بلدية يطافن
- قرية "آيث سعادة"
- ولاية الجزائر
- مدينة الجزائر

### فايسبوك
- أنيسة  على فيسبوك.

### وصلات خارجية
- الموقع الرسمي لوزارة الثقافة الجزائرية
- الموقع الرسمي لولاية تيزي وزو
- الموقع الرسمي لولاية الجزائر